# Rogério Sampaio
Rogério Sampaio Cardoso (Santos, 12 september 1967) is een voormalig Braziliaans judoka. Sampaio werd tweemaal kampioen in het halflichtgewicht tijdens de Pan-Amerikaanse kampioenschappen judo. Sampaio behaalde zijn grootste succes door het winnen van olympisch goud in 1992. Een jaar later was Sampaio overgestapt naar een zwaardere gewichtsklasse waarin hij tijdens de wereldkampioenschappen de zilveren medaille veroverde.

## Resultaten
- Pan-Amerikaanse kampioenschappen judo 1986  in Salinas (Puerto Rico)  in het halflichtgewicht
- Pan-Amerikaanse kampioenschappen judo 1988  in Buenos Aires  in het halflichtgewicht
- Olympische Zomerspelen 1992 in Barcelona  in het halflichtgewicht
- Wereldkampioenschappen judo 1993 in Hamilton  in het lichtgewicht

1980: Nikolaj Solodoechin ·
1984: Yoshiyuki Matsuoka ·
1988: Lee Kyung-keun ·
1992: Rogério Sampaio ·
1996: Udo Quellmalz ·
2000: Hüseyin Özkan ·
2004: Masato Uchishiba ·
2008: Masato Uchishiba · 
2012: Lasja Sjavdatoeasjvili · 
2016: Fabio Basile · 
2020: Hifumi Abe · 
2024: Hifumi Abe